# Frank Mahovlich
 Francis William Mahovlich (* 10. ledna 1938 Timmins) je bývalý kanadský hokejista pocházející z Ontaria.

## Kariéra
Předtím, než se objevil v profesionálním hokeji, zářil v juniorských ligách. Šířila se o něm pověst, která říkala, že se jedná o nejlepšího juniora všech dob. Všichni od něj tedy očekávali, že překoná všechny dosavadní historické rekordy.
V NHL začal hrát v roce 1956 za Toronto Maple Leafs. Ve své první sezóně dal velmi slibných dvacet branek a vyfoukl Calder Trophy pro nejlepšího nováčka Bobbymu Hullovi. Ale psychicky nezvládl tlak vyvíjený na svoji osobu a v následujících dvou sezónách dal jen 20 (respektive 18) branek. Fanoušci se mu všemožnými způsoby snažili dávat najevo, že jsou s ním nespokojeni a že je pro ně velkým zklamáním. Rozjel se však v následující sezóně a zdálo se, že je k neudržení. Na svém kontě měl 48 vstřelených branek a do konce základní části chybělo pouhých 14 utkání a zdálo se, že o držiteli Maurice „Rocket“ Richard Award (trofeji pro nejlepšího střelce základní části NHL), je rozhodnuto. Potom na něj najednou lehla krize a nevstřelil již ani jednu branku a tím se před něj dostal Bernie Geofrion z Detroitu. To byla pro náročné fanoušky poslední kapka a Mahovliche odepsali a ani jim nevadilo, že většinou kraloval sezónním statistikám Male Leafs.
Když byl Frank Mahovlich hráčem Toronta, pro tým nastaly zlaté časy, které byly korunovány ziskem čtyř Stanley Cupů. Ale i přesto se Mahovlich nedokázal fanouškům zavděčit a navíc si příliš nerozuměl s trenérem Punchem Imlachem. Hlavní hvězda Leafs se v defenzivním systému zavedeném Imlachem soužila. Tohle všechno mu přivodilo silné deprese, kvůli kterým musel být hospitalizován. Toto se výrazně podepsalo na jeho gólové produkci, když se v ročníku 1966-1967 zmohl na pouhých 18 vstřelených gólů. I kvůli tomuhle se 2. 11. 1967 nervově zhroutil. Vysvobození mu přinesla až výměna do Detroitu.
V Detroitu se všechno změnilo. Hrál v něm v jedné formaci se svým bratrem Peterem a Gordiem Howem. Později podepsal smlouvu s Montrealem, s kterým získal další dva Stanley Cupy. Ve svých 36 letech ale odešel hrát WHA, ve které působil čtyři ročníky. Ve svých 40 letech se nakonec rozhodl, že svoji kariéru ukončí.
V roce 1981 byl uveden do síně slávy. U příležitosti 100. výročí NHL byl v lednu 2017 vybrán jako jeden ze sta nejlepších hráčů historie ligy.

## Ocenění a trofeje
- r 1958 - zisk Calder Memorial Trophy
- 1959-1974 - účast v NHL All-Star Game
- r 1981 - uvedení do síně slávy
- 1962, 1963, 1964, 1967, 1971, 1973 - zisk Stanley Cupu

## Klubová statistika
| Sezóna        | Klub                         | Soutěž        |      | Základní část | Základní část | Základní část | Základní část | Základní část |    | Play off | Play off | Play off | Play off | Play off |
| Sezóna        | Klub                         | Soutěž        | Z    | G             | A             | B             | TM            | Z             | G  | A        | B        | TM       |          |          |
| 1953–54       | Toronto St. Michael's Majors | OHA-Jr.       | 1    | 0             | 1             | 1             | 2             | —             | —  | —        | —        | —        |          |          |
| 1954–55       | Toronto St. Michael's Majors | OHA-Jr.       | 25   | 12            | 11            | 23            | 18            | —             | —  | —        | —        | —        |          |          |
| 1955–56       | Toronto St. Michael's Majors | OHA-Jr.       | 30   | 24            | 26            | 50            | 55            | 8             | 5  | 5        | 10       | 24       |          |          |
| 1956–57       | Toronto St. Michael's Majors | OHA-Jr.       | 49   | 52            | 36            | 88            | 122           | 4             | 2  | 7        | 9        | 14       |          |          |
| 1956–57       | Toronto Maple Leafs          | NHL           | 3    | 1             | 0             | 1             | 2             | —             | —  | —        | —        | —        |          |          |
| 1957–58       | Toronto Maple Leafs          | NHL           | 67   | 20            | 16            | 36            | 67            | —             | —  | —        | —        | —        |          |          |
| 1958–59       | Toronto Maple Leafs          | NHL           | 63   | 22            | 27            | 49            | 94            | 12            | 5  | 6        | 11       | 18       |          |          |
| 1959–60       | Toronto Maple Leafs          | NHL           | 70   | 18            | 21            | 39            | 61            | 10            | 3  | 1        | 4        | 27       |          |          |
| 1960–61       | Toronto Maple Leafs          | NHL           | 70   | 48            | 36            | 84            | 131           | 5             | 1  | 1        | 2        | 6        |          |          |
| 1961–62       | Toronto Maple Leafs          | NHL           | 70   | 33            | 38            | 71            | 87            | 12            | 6  | 6        | 12       | 29       |          |          |
| 1962–63       | Toronto Maple Leafs          | NHL           | 67   | 36            | 37            | 73            | 56            | 9             | 0  | 2        | 2        | 8        |          |          |
| 1963–64       | Toronto Maple Leafs          | NHL           | 70   | 26            | 29            | 55            | 66            | 14            | 4  | 11       | 15       | 20       |          |          |
| 1964–65       | Toronto Maple Leafs          | NHL           | 59   | 23            | 28            | 51            | 76            | 6             | 0  | 3        | 3        | 9        |          |          |
| 1965–66       | Toronto Maple Leafs          | NHL           | 68   | 32            | 24            | 56            | 68            | 4             | 1  | 0        | 1        | 10       |          |          |
| 1966–67       | Toronto Maple Leafs          | NHL           | 63   | 18            | 28            | 46            | 44            | 12            | 3  | 7        | 10       | 8        |          |          |
| 1967–68       | Toronto Maple Leafs          | NHL           | 50   | 19            | 17            | 36            | 30            | —             | —  | —        | —        | —        |          |          |
| 1967–68       | Detroit Red Wings            | NHL           | 13   | 7             | 9             | 16            | 2             | —             | —  | —        | —        | —        |          |          |
| 1968–69       | Detroit Red Wings            | NHL           | 76   | 49            | 29            | 78            | 38            | —             | —  | —        | —        | —        |          |          |
| 1969–70       | Detroit Red Wings            | NHL           | 74   | 38            | 32            | 70            | 59            | 4             | 0  | 0        | 0        | 2        |          |          |
| 1970–71       | Detroit Red Wings            | NHL           | 35   | 14            | 18            | 32            | 30            | —             | —  | —        | —        | —        |          |          |
| 1970–71       | Montreal Canadiens           | NHL           | 38   | 17            | 24            | 41            | 11            | 20            | 14 | 13       | 27       | 18       |          |          |
| 1971–72       | Montreal Canadiens           | NHL           | 76   | 43            | 53            | 96            | 36            | 6             | 3  | 2        | 5        | 2        |          |          |
| 1972–73       | Montreal Canadiens           | NHL           | 78   | 38            | 55            | 93            | 51            | 17            | 9  | 14       | 23       | 6        |          |          |
| 1973–74       | Montreal Canadiens           | NHL           | 71   | 31            | 49            | 80            | 47            | 6             | 1  | 2        | 3        | 0        |          |          |
| 1974–75       | Toronto Toros                | WHA           | 73   | 38            | 44            | 82            | 27            | 6             | 3  | 0        | 3        | 2        |          |          |
| 1975–76       | Toronto Toros                | WHA           | 75   | 34            | 55            | 89            | 14            | —             | —  | —        | —        | —        |          |          |
| 1976–77       | Birmingham Bulls             | WHA           | 17   | 3             | 20            | 23            | 12            | —             | —  | —        | —        | —        |          |          |
| 1977–78       | Birmingham Bulls             | WHA           | 72   | 14            | 24            | 38            | 22            | 3             | 1  | 1        | 2        | 0        |          |          |
| Celkem v NHL  | Celkem v NHL                 | Celkem v NHL  | 1181 | 533           | 570           | 1103          | 1056          | 137           | 51 | 67       | 118      | 163      |          |          |
| Celkem ve WHA | Celkem ve WHA                | Celkem ve WHA | 237  | 89            | 143           | 232           | 75            | 9             | 4  | 1        | 5        | 2        |          |          |

## Reprezentace
| Rok                       | Tým                       | Soutěž                    | Z  | G | A | B | TM |
| ------------------------- | ------------------------- | ------------------------- | -- | - | - | - | -- |
| 1972                      | Kanada                    | SS                        | 6  | 1 | 1 | 2 | 0  |
| 1974                      | Kanada                    | SS                        | 6  | 1 | 1 | 2 | 6  |
| Seniorská kariéra celkově | Seniorská kariéra celkově | Seniorská kariéra celkově | 12 | 2 | 2 | 4 | 6  |